# لیک جونالوسکا (کارولینای شمالی)
لیک جونالوسکا (به انگلیسی: Lake Junaluska) شهری در ایالت کارولینای شمالی کشور ایالات متحده آمریکا است که جمعیت آن در سرشماری سال ۲۰۱۰ میلادی، ۲٬۷۳۴ نفر بوده‌است.

## نگارخانه

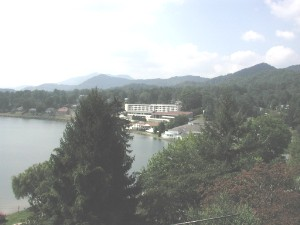
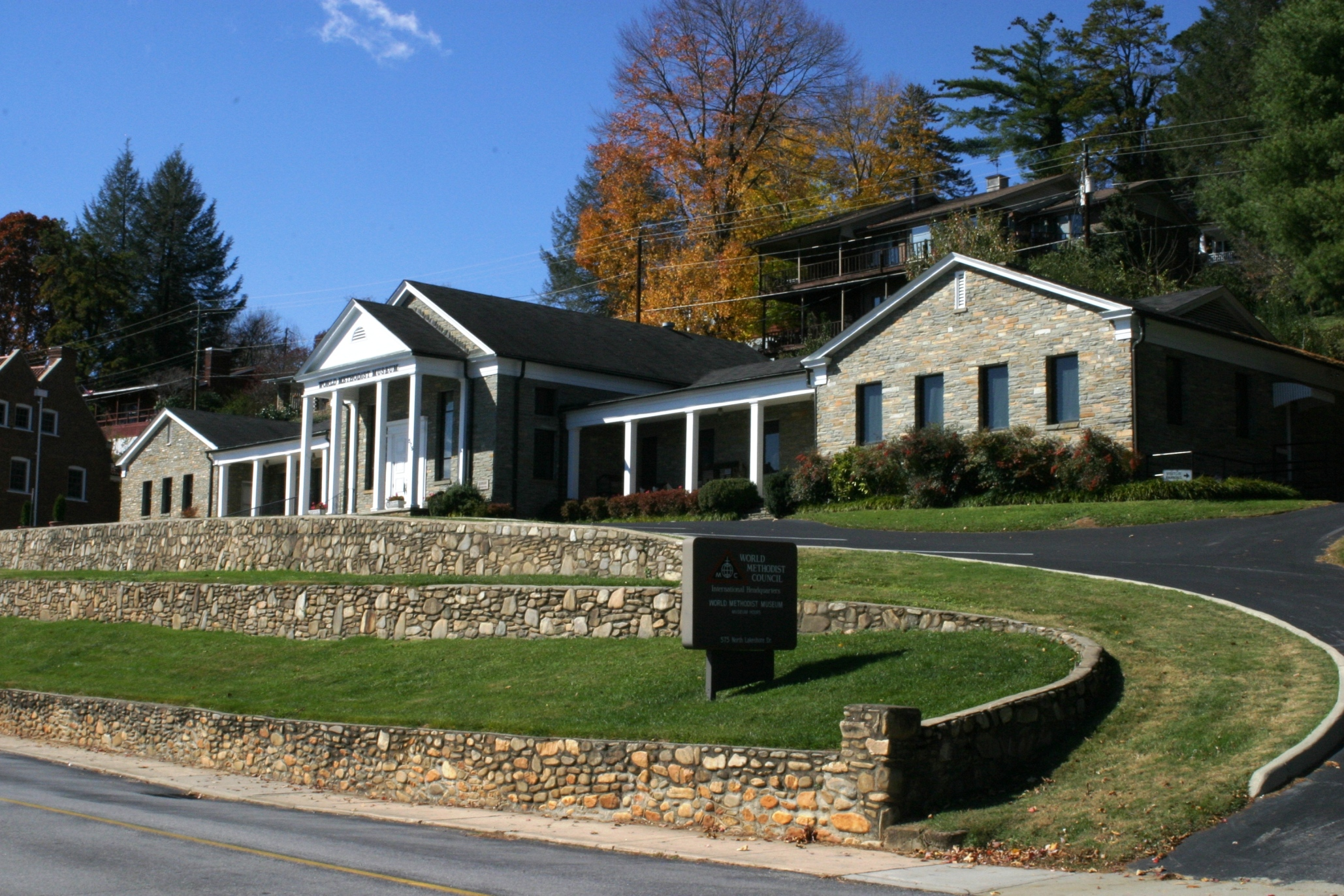
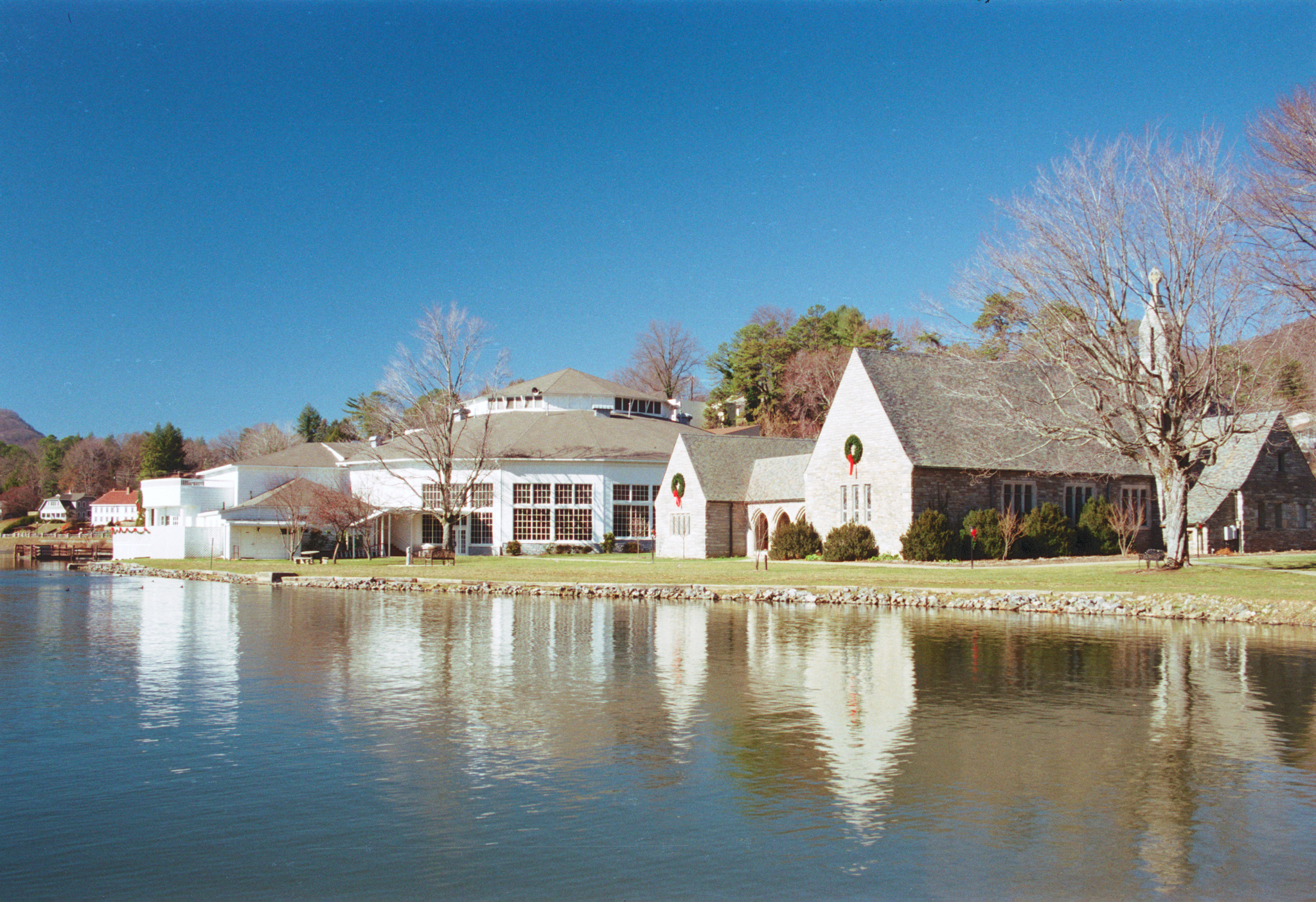
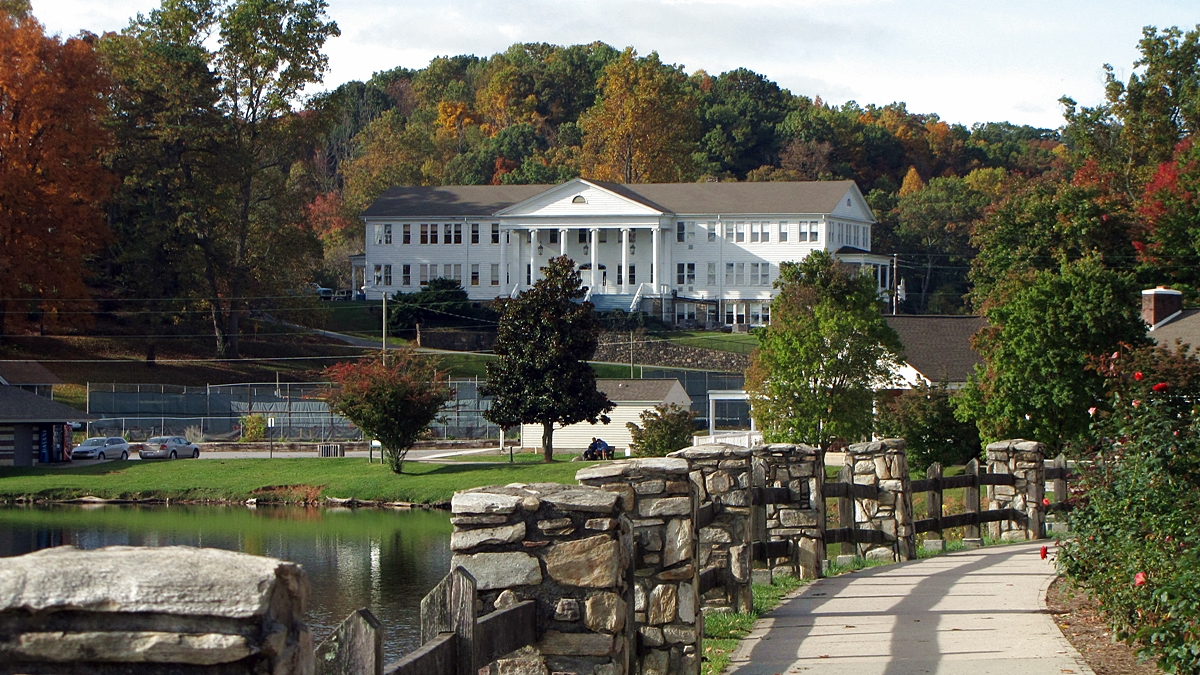
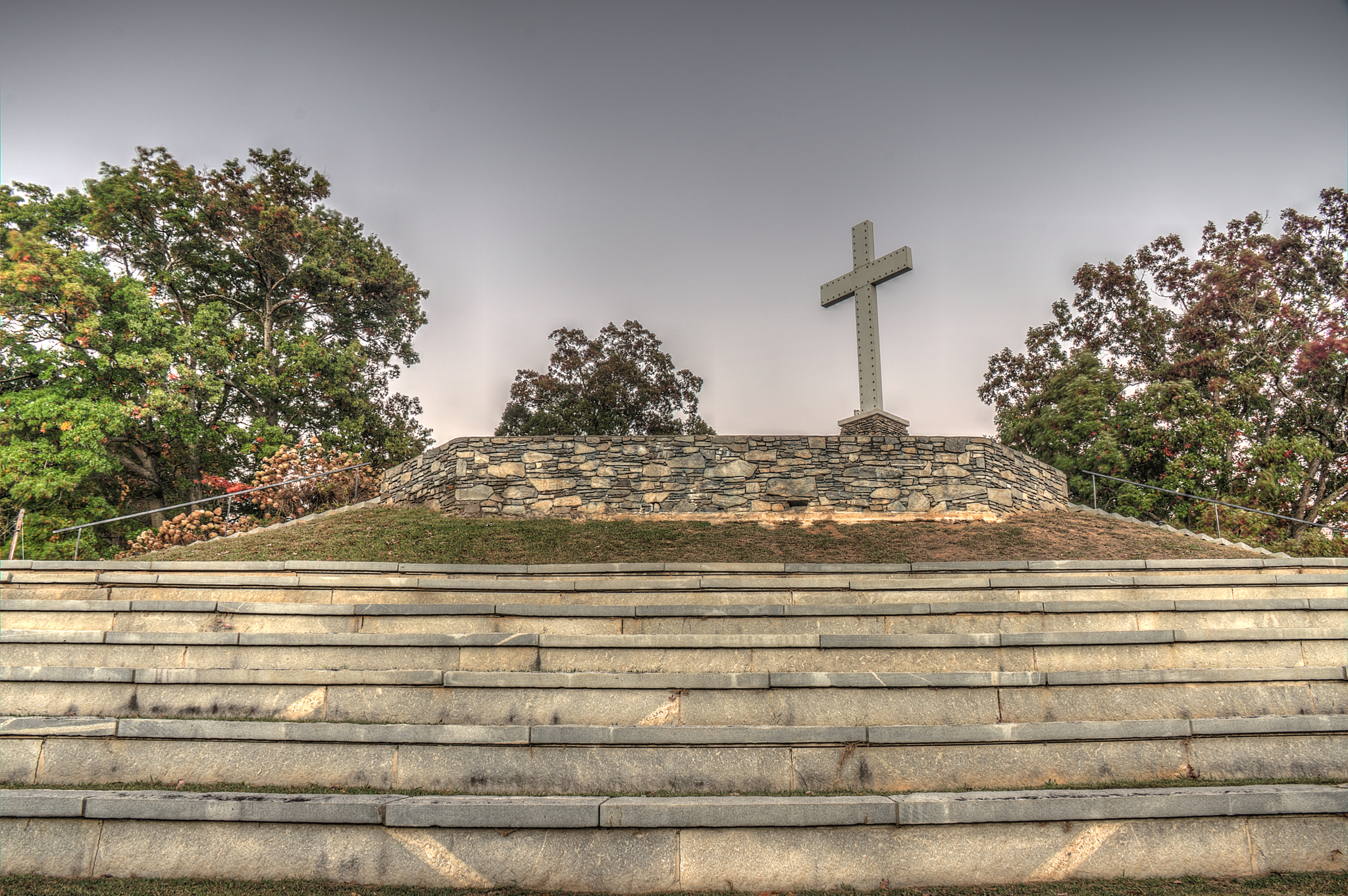
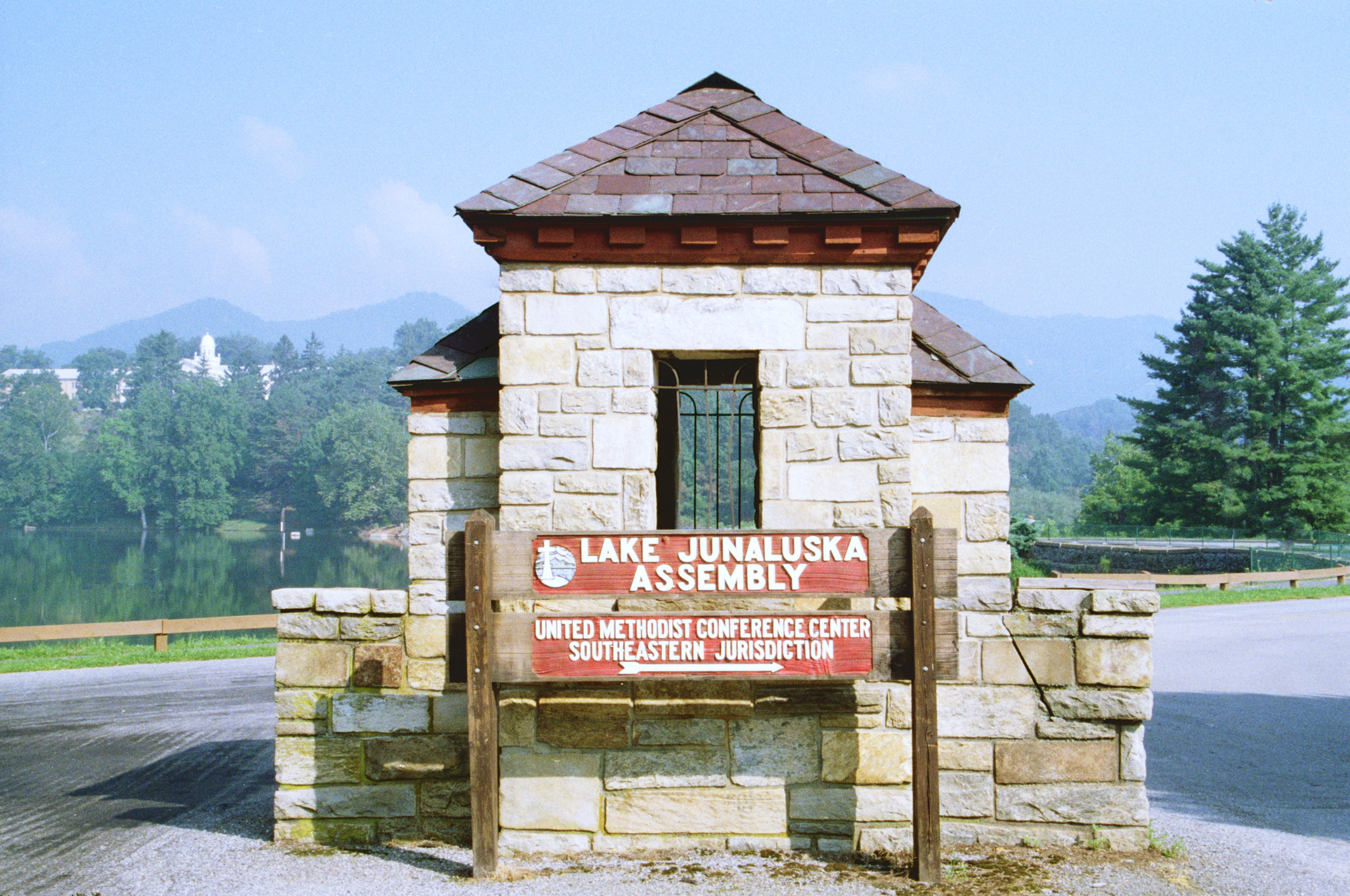